# Colt Technology Services
Colt Technology Services Group Limited (alias COLT, originellement City of London Telecommunications, puis COLT Telecom jusqu'en 2010) est un opérateur de télécommunications pan européen, d'origine britannique, dont les services s'adressent exclusivement aux entreprises.
Colt était coté à la Bourse de Londres et faisait partie de l'indice FTSE 250 ; il a été racheté en 2015 par Fidelity Investments.

## Infrastructures
Colt est présent dans 28 pays d'Europe et possède un réseau informatique en fibres optiques de 187 000 km sur 4 continents incluant des MAN dans 47 villes majeures d'Europe, avec 24 000 bâtiments et 22 Data Centers connectés, ainsi que 205 villes connectées, dont certaines aux États-Unis[réf. nécessaire].